# Mäkäräsaari (ö i Norra Savolax)
Mäkäräsaari är en ö i Finland. Den ligger i vattendraget Nurmijoki och i kommunen Sonkajärvi i den ekonomiska regionen  Övre Savolax ekonomiska region  och landskapet Norra Savolax, i den centrala delen av landet, 400 km norr om huvudstaden Helsingfors. Öns area är 2 hektar och dess största längd är 280 meter i sydöst-nordvästlig riktning.